# Breast
Breast (în bulgară Бряст) este un sat în Obștina Dimitrovgrad, Regiunea Haskovo, Bulgaria.

## Demografie
Componența etnică a satului Breast
     Bulgari (97,71%)
     Nicio identificare (2,28%)
     Altele (0%)
La recensământul din 2011, populația satului Breast era de 219 locuitori. Din punct de vedere etnic, majoritatea locuitorilor (97,71%) erau bulgari. Pentru 2,28% din locuitori nu este cunoscută apartenența etnică.

## Hărți
- bgmaps.com
- emaps.bg
- Google